# 魚津市立西部中学校
魚津市立西部中学校（うおづしりつ せいぶちゅうがっこう）は、富山県魚津市友道にある中学校。通称は「西中」(せいちゅう)。

## 概要
魚津市の本江、村木、大町、住吉、上野方、上中島、松倉、坪野地区が通学区域。『呉東の雄』『新川の雄』と呼ばれる富山県を代表する中学校でもある。
3年に1回西中祭が行われる。また清流級、若葉級という特別クラスがある。2009年（平成21年）までプラネタリウムが設置されていた（吉田プラネタリウム、直径7m）。プラネタリウムの投影機は現在、黒部市吉田科学館にて保存されている。

## 沿革
個別に出典が提示されている箇所を除いた出典→
- 1947年
  - 4月19日 魚津中学校、加積中学校設立。
    - 魚津中学校は当初、後の母子寮を校舎とし、その後魚津市立大町小学校に移転した[5]。

  - 5月3日 角川中学校設立。
- 1948年10月1日 魚津町外10か村学校組合立魚津西部中学校設立（魚津中学校、角川中学校、加積中学校のうち上野方、下野方の生徒を移管[1]）。
- 1949年
  - 11月23日 松倉分校校舎が竣工。
  - 12月1日 現在地の旧魚津高等女学校に移転。
- 1952年4月1日 現校名「魚津市立西部中学校」となる。
- 1966年3月17日 鉄筋校舎竣工。
- 1967年6月22日 吉田プラネタリウム開館式。
- 1971年4月20日 体育館完成。
- 1972年3月31日 松倉分校が本校に統合。
- 1992年2月10日 校舎・体育館の大規模改造工事完成[6]。
- 2000年1月21日 武道館「翔嶺館」（しょうれいかん）竣工。
- 2009年11月2日 新校舎建設のため学校の一部の解体作業が始まる。
- 2011年5月20日 現校舎が竣工し、入校式を挙行[7]。

## 周辺
- 富山地方鉄道 電鉄魚津駅